# Мюттертис, Эрл
Эрл Мюттертис (англ. Earl Muetterties; 23 июня 1927 — 12 января 1984) — американский химик-неорганик. Известен своими экспериментальными работами с боранами, гомогенным катализом, гетерогенным катализом, флюксными процессами в металлоорганических комплексах и апикофильностью.

## Биография
В 1949 году получил степень бакалавра химии в Северо-Западном университете и защитил в 1952 году в Гарварде докторскую диссертацию по борно-азотной химии под руководством Чарльза Брауна и Юджина Г. Рохоу.

## Карьера

### Карьера вDuPont
В 1955 году Эрл Мюттертис был назначен научным руководителем Центрального исследовательского отдела DuPont. Его работы на ранней стадии касались неорганических соединений фтора и особое внимание он уделял сере и фосфору. Изучая динамические процессы в неорганических фторидных соединениях, в сотрудничестве с Уильямом Д. Филлипсом использовал для этих целей ЯМР. Работа над кластерами гидрида бора привела Мюттертиса к работе над несколькими полиэдрическими анионами борана, такими как B12H122−. Мюттертис был изобретателем некоторых основных открытий, касающихся полиэдрических борат-анионов. Помимо полиэдрических боранов проводил программные исследования пи-аллильных, фторалкильных и боргидридных комплексов переходных металлов . Исследования также распространились на стереохимически нежесткие комплексы. В 1965 году он стал заместителем директора Центрального исследовательского центра DuPont. Помимо групп в гомогенном и гетерогенном катализе, им были созданы группы в синтезе и спектроскопии металлоорганических соединений. Помимо исследовательской работы Эрл Мюттертис также был плодотворным изобретателем.

### Академическая карьера
В период 1967–1969 годов у Мюттертиса начались академические связи в Принстонском университете  в должности адъюнкт-профессора химии, которые затем продолжились с 1969 г. по1973 г. в Пенсильванском университете. В Центре химии ощущений Монелла его исследовательские интересы распространились на феромоны млекопитающих. После проведения двухмесячных лекций в Кембриджском университете в 1972 году он стал профессором Корнельского университета в 1973 году, проводя исследования в области металлоорганической химии и гомогенного катализа, иногда в сотрудничестве с Роальдом Хоффманом . В 1979 году он перешел в Калифорнийский университет в Беркли, где продолжил исследования в области гомогенного катализа и кластерной химии .  В Беркли он также занимался наукой о поверхности и содержал исследовательский центр в лаборатории Лоуренса Беркли .
Эрл Мюттертис помог основать журналы Американского химического общества « Неорганическая химия» и « Металлоорганические соединения» . Он также являлся членом редакционной коллегии журнала Inorganic Syntheses и участвовал в редактировании 10 издания этого журнала. Редактировал книги по химии бора и гидридам переходных металлов и писал обзоры комплексов с необычными координационными числами, за что посмертно  была опубликована дань уважения Эрлу Мюттертису.